# گلن اسنایدرز
گلن اسنایدرز (انگلیسی: Glenn Snyders؛ زادهٔ ۷ آوریل ۱۹۸۷) ورزشکار ورزش شنا اهل نیوزیلند است.
وی در مسابقات کشوری و بین‌المللی در مجموع برندهٔ ۲ مدال طلا، ۲ مدال نقره و ۲ مدال برنز شده‌است.